# Frank Shields
Pour les articles homonymes, voir Shields.
Francis Xavier « Frank » Shields, né le 18 novembre 1909 à New York, décédé le 19 août 1975 à New York, est un joueur américain de tennis des années 1930.
Grand-père de l'actrice Brooke Shields, il a également eu une courte carrière d'acteur.

## Carrière
Lors du tournoi de Wimbledon 1931, il est tête de série no 3 et doit rencontrer en finale le jeune prodige de 19 ans Sidney Wood tête de série no 7, c'est alors que sa fédération lui demande de ne pas jouer pour ne pas aggraver sa blessure au genou et pouvoir jouer la rencontre de Coupe Davis contre le Royaume-Uni qui se joue 15 jours plus tard en France à Roland Garros. Shields y remporte son premier match contre Fred Perry, mais Wood perd les deux siens contre Perry et Henry Austin. Les Américains remportent le double mais Shields perd le match décisif contre Austin. Trois ans plus tard, Sydney Wood et Frank Shields se rencontrent en finale du Tournoi du Queen's à Londres sur gazon dans ce qui se rapproche d'un remake de la finale non jouée, c'est encore Wood qui remporte la rencontre.
Il est classé n°2 américain en 1930 et n°1 en 1933.
Frank Shields a joué son premier US Open en 1926 et son dernier en 1954.

## Palmarès
- US Open : finaliste en 1930, demi-finaliste en 1928, 1933
- Wimbledon : finaliste en 1931, demi-finaliste en 1934
- Cincinnati : Vainqueur en 1930

## Filmographie
- 1935 : Meurtre dans la marine (Murder in the Fleet) d'Edward Sedgwick : Lt. Arnold
- 1935 : Vivre sa vie (I Live My Life) de W. S. Van Dyke : le secrétaire
- 1936 : Le Vandale (Come and Get It) de Howard Hawks et William Wyler : Tony Schwerke
- 1937 : Affairs of Cappy Ricks de Ralph Staub : Waldo P. Bottomly Jr.
- 1937 : Le Petit Bagarreur (Hoosier Schoolboy) de William Nigh : John 'Jack' Matthews Jr.
- 1937 : Rue sans issue (Dead End) de William Wyler : l'homme bien habillé
- 1938 : The Goldwyn Follies de George Marshall : l'assistant réalisateur